# Stronica (wzgórze)
Stronica (606 m) – wzgórze w Beskidzie Wyspowym, w niewielkim paśmie Zęzowa wznoszącym się po północnej stronie miejscowości Tymbark i Podłopień. W paśmie tym, w kolejności od zachodu na wschód wznoszą się: Groniec (638 m), Stronica, Kacza Góra (także Stronia, 664 m) i Zęzów (693 m). Na mapie Geoportalu Stronica ma nazwę Stronia.
Stronica wraz z Grońcem znajdują się na zachodnim końcu pasma, przy czym Stronica znajduje się po jego południowej stronie, opadającej do doliny rzeki Łososina. Przez Stronicę (Stronię) przebiega granica między miejscowościami Zawadka i Tymbark. Wzgórze wznosi się nad torami nieczynnej linii kolejowej Chabówka – Nowy Sącz oraz równolegle do poniżej niej biegnącej drogi z Tymbarku na Podłopień.
Wierzchołek i górna część stoków Stronicy jest w dużym porośnięta lasem.